# Улица Каманина (Москва)
Улица Кама́нина — небольшая улица на севере Москвы в районе Лианозово Северо-Восточного административного округа, от Зональной улицы до улицы Белякова.

## Происхождение названия
Названа в 1936 году в честь лётчика Николая Петровича Каманина  (1908—1982), Героя Советского Союза, участника спасения экспедиции на пароходе «Челюскин» (1934).

## Описание
Улица Каманина находится в дачном посёлке имени Ларина, начинается от Зональной, проходит на северо-восток вблизи  83-го км Московской кольцевой автодороги, пересекает справа улицы Байдукова и Чкалова и заканчивается на улице Белякова.